# Phlogophora chlorophragma
Phlogophora chlorophragma är en fjärilsart som beskrevs av Louis Beethoven Prout 1928. Phlogophora chlorophragma ingår i släktet Phlogophora och familjen nattflyn. Inga underarter finns listade i Catalogue of Life.